# Fisklösen (Hassela socken, Hälsingland)
Fisklösen är en sjö i Nordanstigs kommun i Hälsingland och ingår i Delångersåns huvudavrinningsområde.